# A múmia (film, 1999)
A múmia (eredeti cím: The Mummy) 1999-ben bemutatott színes amerikai fantasy-kalandfilm, melyet Stephen Sommers írt és rendezett. A főbb szerepekben Brendan Fraser, Rachel Weisz és Arnold Vosloo látható. Az eredetileg alacsony költségvetésű horrorfilmnek szánt alkotás az 1932-es azonos című film alapján készült, melynek főszereplője Boris Karloff volt.
A forgatás 1998. május 4-én kezdődött a marokkói Marrákesben és 17 hétig tartott, szélsőséges szaharai körülmények között. A vizuális effekteket George Lucas Industrial Light & Magic cége készítette, a zenét Jerry Goldsmith szerezte.
A múmiát 1999. május 7-én mutatták be. Az Egyesült Államokban 155 millió dolláros, világszerte pedig 415 millió dolláros bevételt hozott a Universal Picturesnek. A fogadtatás vegyes volt, egyes kritikusoknak tetszettek a speciális effektek, mások túlontúl együgyűnek tartották, kritizálták a sablonos karaktereket és a történetet is.
2001-ben elkészült a folytatás A múmia visszatér címmel, majd a második rész egyik szereplőjéről külön film is született, A Skorpiókirály (2002). 2008. július 31-én mutatták be a harmadik részt A múmia: A Sárkánycsászár sírja címmel, Jet Livel a címszerepben. 2004-ben a Universal Studios hullámvasutat helyezett üzembe Revenge of The Mummy néven, a filmből pedig The Mummy: The Animated Series címmel rajzfilmsorozat is született.

## Történet
|  | Alább a cselekmény részletei következnek! |

A történet Egyiptomban kezdődik, i. e. 1290 körül, ahol Imhotep, I. Széthi fáraó főpapja és Anck-su-namun, a fáraó leendő felesége szerelmük védelmében megölik Széthit. Anck-su-namun, hogy elkerülje a medzsajok – a fáraó testőrei – büntetését, végez magával, Imhotep pedig megesküszik, hogy feltámasztja. Elrabolja a nő mumifikált holttestét, és Hamunaptrába viszi, hogy a Holtak Könyve segítségével teljesítse ígéretét, ám a szertartást félbeszakítja a medzsai, és Imhotepnek a legkegyetlenebb büntetést kell elszenvednie: élve egy szarkofágba temetik, melybe húsevő szkarabeuszbogarakat öntenek. A szarkofágot pecséttel lezárva Anubisz szobrának talapzatába temetik.
Háromezer évvel később, 1923-ban az amerikai Rick O'Connell kapitányi rangban szolgál a Francia Idegenlégióban, ahol egységével Hamunaptra kincseinek felkutatására indulnak. Az ősi város romjai között rájuk támad egy arab törzs, akik az egysége nagy részét meggyilkolják, Rick pedig Anubisz szobra előtt várja, hogy a nomádok végezzenek vele, amikor is azok ijedten sarkon fordulnak, és ellovagolnak. A háttérből baljóslatú hangok hallatszanak és Rick lába alatt mozogni kezd a homok, egy üvöltő arcot formázva. A férfi elmenekül, gyalog szeli át a sivatagot, miközben a medzsai egy csoportja figyeli a távolból.
Három évvel később az angol könyvtáros és hobbi-egyiptológus, Evelyn Carnahan a kairói múzeum könyvtárában dolgozik, amikor bátyja, Jonathan egy kis dobozt ad neki megvizsgálni. A férfi azt állítja, a dobozkát Thébában találta egy ásatáson, valójában azonban Rick O'Connelltől lopta. A dobozban Evelyn egy térképet talál, mely a Hamunaptrába vezető utat mutatja, a múzeum igazgatója, Dr. Terrence Bay -aki titokban maga is a medzsai tagja- azonban „véletlenül” elégeti a térkép egy részét, így a testvérpár kénytelen a börtönben sínylődő Rick segítségét kérni. Evelyn megmenti a foglyot a bitófától, azzal, hogy részesedést ígér a börtön kapzsi igazgatójának a hamunaptrai kincsekből. Négyen indulnak el hajóval a Níluson, a fedélzeten találkoznak Rick légióstársával, a magyar Beni Gaborral, aki három éve otthagyta Ricket a sivatagban meghalni. Beni egy kalandra vágyó amerikai csoportot vezet, akiknek egy egyiptológus is segít. A hajót megtámadja a medzsai, így a két csapat külön-külön, ló- illetve teveháton folytatja útját Hamunaptrába.
A két kincsvadász csoport felosztja egymás között a területet, az amerikaiak megtalálják Anubisz szobrának aljában a Holtak Könyvét és néhány értékesnek vélt kanópuszt, a feltárása közben néhány munkásuk különös módon elsorvad. A börtönigazgatót néhány szkarabeusz megöli, éjszaka a medzsai pedig rajtuk üt, és az egyik törzs vezetője, Ardeth Bay figyelmezteti őket, hogy hagyják el a helyet, ha nem akarnak meghalni. Amíg az amerikaiak a kanópuszokat (melyekben Anck-su-namun szervei vannak) és a könyvet tartalmazó, elátkozott láda kinyitásával bajlódnak, Evelyn, Rick és Jonathan véletlenül rábukkannak Imhotep szarkofágjára Anubisz szobrának talapzata alatt. Aznap este Evelyn ellopja a Holtak Könyvét az amerikaiakat vezető egyiptológustól, és hangosan felolvas belőle egy verset, mely életre kelti Imhotep múmiáját, aki az egyik amerikai nyelvét és szemét ki is tépi. Újra megjelenik a medzsai, és Ardeth közli a kincsvadászokkal, hogy életre keltettek egy elátkozott főpapot, aki rászabadítja Egyiptomra a bibliai tíz csapást, s majd ha eléri ereje teljét, leigázza a világot.
Mindkét csoport visszatér Kairóba, ahová Imhotep a mellészegődött Beni segítségével követi őket. Imhotep azért kímélte meg Benit, mert az beszélte a héber nyelvet és a múmia emlékezetében még mindig éltek azok a zsidó rabszolgák, akik az ő korában még Egyiptomban voltak. A feltámadt múmia egyenként megöli Dr. Bay-t és a ládát kinyitó négy amerikait, ezzel visszanyerve erejét és régi külsejét is. Evelyn megfejti, hogy Ámon-Ré aranyborítású könyvével lehet elpusztítani, és hogy a könyvet Hórusz szobrának talapzatában kell keresni. Imhotep a Holtak Könyve birtokában arra készül, hogy visszahozza az életbe szerelmét, ezért elrabolja Evelynt, hogy a lány véráldozata révén Anck-su-namun lelke visszatérhessen az Alvilágból. Rick, Jonathan és Ardeth Bay egy öreg angol pilóta gépén követik Imhotepéket vissza Hamunaptrába, ám a múmia egy homokvihart támaszt, így a repülő lezuhan, a pilóta pedig meghal. Imhotep feltámasztja papjait -akikkel Rick és Ardeth kénytelen megküzdeni- és Anck-su-namun feltámasztását is megkísérli, de végül Jonathan segítségével Evelyn megszerzi Ámun-Ré Könyvét és egy vers felolvasásával elveszi Imhotep földöntúli erejét, Rick pedig egy karddal megöli a halandóvá vált főpapot. Imhotep, miközben teste visszasüllyed az alvilágba, a következőket mondja: „A halál csak a kezdet”. Beni, aki mindeközben hatalmas zsákokban csempészi ki a kincseket Hamunaptrából, véletlenül lenyom egy kart, és az összes bejárat elkezd bezáródni. A Carnahan testvéreknek és Ricknek sikerül az utolsó pillanatban kijutniuk, Beni azonban bent reked és szkarabeuszok áldozatává válik.
Végül Ardeth megköszöni a segítséget, Rick és Evelyn egymást átölelve, teveháton hagyják el a helyszínt, Jonathan pedig azon sopánkodik, hogy ismét üres kézzel kellett távoznia. Egyiküknek sincs tudomása a tevéken elhelyezett táskákról, melyeket Beni tömött meg arannyal.
|  | Itt a vége a cselekmény részletezésének! |

## Szereplők

Ardeth Bay (Ódéd Fehr), Rick (Brendan Fraser), és Jonathan (John Hannah) a filmben

- Rick O'Connell: Brendan Fraser (szinkronhangja: Viczián Ottó)

A kalandokat kereső amerikai idegenlégiós Rick megformálására korábban Tom Cruiset, Brad Pittet, Matt Damont és Ben Afflecket is felkérték, de mindegyik színész elutasította, vagy azzal az indokkal, hogy nem érezték hozzájuk valónak a szerepet, vagy azzal, hogy nem fért bele a forgatás az idejükbe. Végül Az őserdő hőse sztárját, Frasert szerződtették, aki Stephen Sommers szerint tökéletesen megfelelt az általa elképzelt Errol Flynn-stílusú karakter alakítására. Sommers olyan színészt akart, aki jóképű, erős és jó a humora, de nem annyira macsó, mint Bruce Willis.
- Evelyn Carnahan (Evie): Rachel Weisz (szinkronhangja: Hámori Eszter)

A kissé ügyetlen, de rendkívül okos és tanult könyvtároskisasszony szerepét Weisz annak ellenére vállalta el, hogy korábban nem rajongott a horrorfilmekért, bár egy interjúban azt nyilatkozta, hogy ő nem is tekinti A múmiát annak: „Ez egy szórakoztató alkotás, képregényvilágba való”.
- Imhotep: Arnold Vosloo (eredeti nyelven)

Széthi fáraó főpapja, aki szerelméért, Anck-su-namunért elárulja uralkodóját. A szerepet Sommers a dél-afrikai születésű Vosloo-ra osztotta. Sommers mindenképpen egy Amerikában még ismeretlen színészt akart. Több száz meghallgatás után, mindössze pár percnyi beszélgetést követően kiválasztotta Vosloot, aki egy kicsit tartott a szereptől: „Boris Karloff volt a létező legjobb múmia, és nehéz dolog a nyomdokaiba lépni.” Ugyanakkor azért vállalta el, hogy megtudja, képes-e a nagy előd által ráruházott kihívásnak megfelelni.
- Jonathan Carnahan: John Hannah (szinkronhangja: Rubold Ödön, újraszinkronizálva: Kerekes József)

Evelyn bátyja, akinek minden álma a vagyonszerzés, amiért lopni is bármikor kész, ellopja Ricktől a szarkofág és a Halottak Könyve kinyitásához szükséges kulcsot. Hannah egy interjúban viccesen válaszolta meg, miért vállalta el a szerepet: „Hányan mehetnek el Marrákesbe, tanulhatnak meg tevegelni úgy, hogy még fizetnek is neki érte?”
- Beni Gabor: Kevin J. O'Connor (szinkronhangja: Józsa Imre)

Beni magyar származású idegenlégiós, aki Rickkel egy egységben szolgál, de amikor az arabok rajtuk ütnek, elmenekül, és sorsára hagyja az amerikait. Később, aranyért cserébe, a feltámadt Imhotepet szolgálja. O'Connor saját állítása szerint nagyon élvezte A múmia-beli karakterszerepet.
- Ardeth Bay: Ódéd Fehr (szinkronhangja: Reisenbüchler Sándor, újraszinkronizálva: Selmeczi Roland)

Ardeth a medzsai tagja, akik a fáraó testőrségének leszármazottai. Feladata, hogy megakadályozza Imhotep visszatérését, mikor ez nem sikerül, segít Ricknek és Evelynnek a főpap üldözésében. Fehr szerint a film vonzereje leginkább a színészi játék valódiságában rejlik, a filmet ugyanis nem stúdiókörülmények között forgatták, hanem a sivatagban, extrém körülmények között, így a vásznon látott izzadság, por és fáradtság nem az utómunkálatok során került a filmbe, hanem valódi volt.
- Anck-Su-Namun: Patricia Velasquez: Széthi menyasszonya, Imhotep szeretője. A szupermodell nagyon élvezte a gonosz szerepét, bár számára a legfontosabb a szerelmi szál volt, ami szerinte mindenkit megérint.[10]

## A film

### Előzmények
Az eredeti film alapötletét a kiáltó múmiának nevezett holttest adta, akinek első boncolásakor úgy találták, hogy belső szervei a testüregben vannak, testtartása kínokra utalt, végtagjait összekötözték és a szája nagyra nyitott állapotban volt, mintha kiáltana.
1992-ben James Jacks elhatározta, hogy feldolgozza az eredeti múmiafilmet. A Universal Studios zöld utat engedett neki, azzal a feltétellel, hogy a költségvetést 10 millió dollár alatt tartja. A stúdió eredetileg alacsony költségvetésű horror-sorozatban gondolkodott, ezért Jacks Clive Barker horrorfilm-rendezővel kezdett tárgyalni, aki erőszakos, misztikus történetet képzelt el egy múzeum igazgatójával a középpontban, aki múmiákat akar feltámasztani. Többszöri megbeszélés után végül a Universal elvesztette kezdeti érdeklődését a projekt iránt. Ezután George A. Romerót keresték meg, aki zombiszerű történettel állt elő, ezt azonban a stúdió túlságosan félelmetesnek tartotta, sokkal tágabb közönséget szerettek volna megnyerni a filmmel.
A következő, akit megkerestek, Joe Dante volt, aki Daniel Day-Lewist képzelte el a film címszereplőjeként, ezért a stúdió megemelte a film költségvetését. Ez a történet napjainkban játszódott volna, szerelmi szállal vegyítve. A Universal végül ezt az ötletet is elvetette. Ezek után Mick Garrist kérték fel a rendezésre, de egy idő után kiszállt a projektből, Wes Graven pedig nem fogadta el a felkérést. Végül 1997-ben Stephen Sommers felhívta Jackst azzal az ötletével, hogy A Múmiának egyfajta Indiana Jones-filmnek kellene lennie, ahol a múmia a negatív hős. Sommers nyolcévesen látta az eredeti filmet, és szerette volna átvenni belőle azokat az elemeket, melyek tetszettek neki, és nagyobb terjedelemben megvalósítani őket. Időközben a Universal igazgatósága lecserélődött a Babe: Malac a városban bukása miatt, és az új vezetőség nyitott volt az 1930-as sikerfilmek újragondolására. Annyira tetszett nekik Sommers ötlete, hogy megemelték a film költségvetését 80 millió dollárra.

### Forgatás
A forgatás 1998. május 4-én kezdődött Marokkóban és 17 hétig tartott. Marokkó után a Szaharába, majd az Egyesült Királyságba költözött át a stáb, ahol 1998. augusztus 29-én fejezték be a munkálatokat. A stáb az instabil politikai helyzet miatt nem tudott Egyiptomban dolgozni. A stáb orvoscsoportja egy különleges italt készített, amiből mindenkinek kétóránként innia kellett, hogy elkerüljék a kiszáradást a sivatagi hőségben. Forgatás közben meg kellett küzdeniük homokviharokkal, kígyókkal, skorpiókkal és pókokkal, több stábtagot helikopterrel kellett kórházba szállítani skorpiócsípés és kígyómarás miatt. Brendan Fraser majdnem meghalt abban a jelenetben, ahol Rick O'Connellt felakasztják. Rachel Weisz így emlékezett vissza erre: „Leállt a légzése, újra kellett éleszteni”. A forgatást a marokkói hadsereg felügyelte, a stábtagokat pedig emberrablás ellen is biztosították, amit Sommers csak a forgatás befejezése után közölt az embereivel.

#### Díszlet
Hamunaptra városának díszleteihez egy kihunyt vulkánt használtak fel, melyet a szaharai Erfoud városka mellett fedeztek fel a filmesek. A vulkánt feltérképezték, majd az ott gyűjtött anyag alapján a Shepperton Studios-ban 16 hét alatt felépítették Hamunaptra földalatti díszleteit. A film díszleteinek egy részét az Egyesült Királyságban állították fel: Chatham kikötője szolgált Gíza nílusi kikötőjéül, és elég nagy volt ahhoz, hogy helyet kapjon benne egy gőzmozdony, két hajó, egy kétlovas kocsi, több ló és öszvér, piaci standok és 300 kosztümös szereplő.

### Különleges effektusok
A költségvetésből a filmesek 15 millió dollárt költöttek a különleges effektekre, melyeket George Lucas cége, az Industrial Light & Magic készített. A producerek mindenképpen egy teljesen új múmiát szerettek volna, hogy elkerüljék az összehasonlítást a korábbi filmekkel. A speciális effektusokért John Andrew Berton Jr. volt a felelős, aki három hónappal a forgatás megkezdése előtt kezdett el dolgozni a digitális effekteken. Berton az úgynevezett motion capture technikával dolgozott, hogy a múmia mimikája és mozdulatai élethűek legyenek. Ennek érdekében Arnold Vosloo-ról digitális képek készültek, hogy lemásolhassák a mozdulatait.
A múmia megalkotásakor Berton kombinálva alkalmazta az élőképet és a számítógépes grafikát. „Amikor a vásznon látják, az tényleg ő. Mikor megfordítja a fejét, és a fél arca hiányzik és belelátsz egészen a fogaiig, az tényleg az ő arca. És pontosan ezért volt olyan nehéz a munkánk.” Vosloo úgy emlékszik vissza erre, hogy „az egész arcomat telepakolták ezekkel a kis vörös követőlámpákkal, hogy ezek alapján el tudják készíteni a speciális effektusokat. Sokszor úgy mászkáltam a díszletben, hogy úgy néztem ki, mint egy karácsonyfa.” Bár a filmben sok számítógépes trükk látható, a jelenetek egy részében valódi elemekkel dolgoztak, például amikor Rachel Weisz lekötözött testén patkány szaladgál, vagy a sáskaraj támadása esetén is élő állatokkal dolgoztak.

## Zene
A múmia zenéjét Jerry Goldsmith írta, a hangszerelést részben Alexander Courage végezte. A filmzenét 1999. május 4-én a Decca Records jelentette meg. A zene, Goldsmith stílusához híven, erőteljesen alapoz rézfúvósokra és ütősökre, és szokásával ellentétben néhol vokálosokat is alkalmazott.
A filmzene fogadtatása meglehetősen jó volt, az Allmusic szerint „nagyszabású és melodramatikus”, megfelelő lényegi rávilágításokkal. Más értékelések pozitívumként emelték ki a zene sötét, nyers erejű, ütősökre alapozott hangzását, és a kórus ritka, de jól időzített használatát, és a kritikusok többségének a CD utolsó száma tetszett a legjobban. Más kritikusok szerint Goldsmith zenéjében nincs kohézió, a folyamatos, erőteljes iram pedig idegesítő ismétlésként hat.

## Fogadtatás
A múmiát 1999. május 7-én mutatták be a mozikban, összesen 415 millió dollárnyi bevételt hozott a stúdiónak.
Bár anyagilag is sikeres lett és a közönség is nagyrészt pozitívan fogadta, a kritikusok vegyesen nyilatkoztak róla. A Rotten Tomatoes filmkritikai oldalon 53%-ot kapott, a Metacritic oldalán pedig 48 pontot a 100-ból. Robert Ebert, a Chicago Sun-Times kritikusa a következőket írta a filmről: „Alig van valami, amit a védelmében mondhatnék, ha csak nem az, hogy majd' minden percét élveztem. Nem tudok mit mondani a történetről, a rendezésről, a színészi játékról vagy akár a múmiáról, de azt elmondhatom, hogy nem unatkoztam, sőt, néha minden ok nélkül jól éreztem magam.” Owen Gleiberman az Entertainment Weekly magazintól „B” kategóriába sorolta a filmet: „A múmia célja, hogy borzongjunk, de mindezt úgy próbálja elérni, hogy egyetlen pillanatra sem adja fel természete tréfás logikátlanságát.” A San Fransisco Chronicle újságírója, Bob Graham egyaránt jónak ítélte a színészi játékot és a vizuális effektusokat.
Stephen Holden a The New York Times-tól úgy véli, „A múmia ezen változata nem próbál meg több lenni, mint egy színes, vicces videójáték, amit vászonra öntöttek.” A The Austib Chronicle és a Dallas Observer szerint a jó színészi alakítások és a speciális effektusok minősége ellenére a filmből hiányzik a kohézió, az Observer szerint pedig hiányzik a produkcióból a lélek, amit speciális effektekkel nem lehet pótolni. A British Film Institute-tól Kim Newman úgy vélte, a film nem ér fel az 1932-es elődjéhez, mert minden időt és pénzt a speciális effektekbe öltek, ahelyett, hogy megpróbálták volna megteremteni a történet atmoszféráját, amitől az eredeti alkotás is klasszikussá vált. A USA Today négyből két csillagot adott a filmnek, mert véleménye szerint „nem mentes a sztereotípiáktól”, amivel a British Film Institute kritikusa is egyetért. „Bár Fraser egyszerre jó pisztolypárbajban, ökölharcban és frappáns szövegelésben, és ezzel ugyan megmenti a mundér becsületét, a filmet ő sem tudja megmenteni” – írta a USA Today.
A múmiát jelölték a legjobb hangeffektusok Oscar-díjára és a legjobb vizuális effektusok BAFTA-díjára is, ám mindkettőt a Mátrix kapta meg. Jerry Goldsmith BMI Film Awardot kapott a filmzenéért, a Szaturnusz-díj kiosztóján pedig a film díjat nyert legjobb smink kategóriában és további nyolc kategóriában volt jelölt.

## Adaptációk
A múmia sikere két folytatást és egy különálló új filmet eredményezet. 2001-ben mutatták be a közvetlen folytatást A múmia visszatér címmel, ahol Rick és Evelyn már házaspárként, nyolcéves kisfiuk, Alex segítségével üldözi Imhotep feltámadt múmiáját. A filmben szerepet kapott John Hannah, Patricia Velasquez és Ódéd Fehr is, új szereplőként jelent meg a Skorpiókirály, akinek történetét külön is filmre vitték 2002-ben. A múmia-filmek sikerét kihasználva elkészült egy két évados rajzfilmsorozat is The Mummy: The Animated Series címmel.
A sorozat harmadik részeként 2008. július 31-én mutatták be A múmia: A Sárkánycsászár sírja című filmet, amelynek története Kínában játszódik. Rachel Weisz nem vállalta el a szerepet, így Evelyn O'Connellt ezúttal Maria Bello alakítja. A Skorpiókirály történetének előzményeit feltáró The Scorpion King: Rise of a Warrior már nem érte el a mozikat, hanem 2008 augusztusában egyből DVD-n jelentették meg.
A múmia című filmnek két videójáték-változata is kapható, az egyiket a Konami, a másikat a Vivendi Games alkotta meg. A Universal Studios a hollywoodi és a floridai Orlando-beli vidámparkjaiban Revenge of the Mummy néven hullámvasutat helyezett üzembe.

## Szinkron
A filmet később újraszinkronizálták, mert 5.1-es hangzásban is szerették volna kiadni. A második szinkronban a főszereplők hangja maradt, de John Hannah és Ódéd Fehr hangját lecserélték.

## Fordítás
- Ez a szócikk részben vagy egészben  a   The Mummy (1999 film) című angol Wikipédia-szócikk ezen változatának fordításán alapul.  Az eredeti cikk szerkesztőit annak laptörténete sorolja fel. Ez a jelzés csupán a megfogalmazás eredetét és a szerzői jogokat jelzi, nem szolgál a cikkben szereplő információk forrásmegjelöléseként.